# Джам-джам
Джам-джам (лат. Chlorocebus djamdjamensis) — вид обезьян семейства мартышковых отряда приматов, один из шести видов рода Зелёные мартышки. Ранее считался одним из подвидов гривета, в 2005 году был выделен в отдельный вид.
Встречаются на возвышенностях Эфиопии к востоку от Великой рифтовой долины на высоте от 2400 до 3000 м над уровнем моря. Ареал сильно фрагментирован, вследствие чего Международный союз охраны природы присвоил виду охранный статус «уязвимый».
Дневные животные, образуют крупные группы до 50 животных. Количество самцов и самок в группе примерно одинаково. Каждая группа защищает свою территорию. Развита система коммуникации при помощи жестов и звуков.
Всеядны. В рационе фрукты, семена, цветы, древесные соки, беспозвоночные, яйца, ящерицы и небольшие птицы. В большинстве районов растительная пища занимает большую часть рациона.